# Charaxes junius
Charaxes junius är en fjärilsart som beskrevs av Charles Oberthür 1883. Charaxes junius ingår i släktet Charaxes och familjen praktfjärilar. Inga underarter finns listade i Catalogue of Life.